# Truká jezik
Truká jezik (ISO 639-3: tka), neklasificirani indijanski kojim su nekada govorili Truká Indijanci iz brazilske države Pernambuco na otoku Ilha da Assunção u rijeci São Francisco.
Danas pripadnici etničke grupe govore portugaklski, a brojno stanje iznosi im oko 1 330; 909 (1995 AMTB).

## Vanjske poveznice
- Ethnologue (14th)
- Ethnologue (15th)
- The Truká Language